# Bibliotheek van de Centrale Bank van Suriname
De Bibliotheek van de Centrale Bank van Suriname staat naast de bank aan de Waterkant in Paramaribo.
De collectie bestaat uit boeken over met name monetaire en financieel-economische thema's en wetenschappelijke publicaties over Suriname sinds 1950. Verder zijn vaktijdschriften en kranten van de afgelopen 12 maanden in te zien. Er kan alleen ter plaatse worden geraadpleegd, omdat er niet wordt uitgeleend; fotokopieën zijn wel toegestaan. Bezoekers kunnen gebruik maken van computers met een internetverbinding om aanvullende informatie op te zoeken.
De bibliotheek is opgezet om toegang te geven tot juiste en actuele informatie aan onderzoekers. Doelgroepen zijn de medewerkers van de bank zelf of van andere overheden, studenten en belangstellenden. Bezoekers die niet bij de bank werken dienen vooraf een afspraak te maken.
Tijdens de uitvaart met staatseer van Jules Sedney in 2020 haalde president Chan Santokhi aan dat de bibliotheek naar hem is vernoemd.